# Coppa di Cina
La Coppa di Cina (中国足協杯S, Coppa della Federcalcio cinese), nota come Yanjing Beer Coppa della Federcalcio cinese (燕京啤酒中国足球协会杯S, Yanjing Beer Coppa della Federcalcio cinese) per ragioni di sponsorizzazione,  è la principale competizione calcistica ad eliminazione diretta della Cina, organizzata dalla Federazione calcistica della Cina.
Creata nel 1956, divenne una competizione per club professionistici nel 1995 e si svolse con cadenza annuale fino al 2006, per poi essere ripristinata nel 2011.
Il record di titoli vinti appartiene allo Shandong Taishan, a quota sette trofei; nella sua storia la competizione ha visto fin qui l'affermazione di dieci squadre diverse. Dal 1990, la formazione vincitrice della competizione ottiene, oltre al trofeo e ai benefici monetari di sorta, anche la qualificazione alle coppe asiatiche; dal 2002, in palio c'è un posto in AFC Champions League. Dal 1995, il club detentore della coppa acquisisce inoltre il diritto a incontrare i campioni della Super League nella Supercoppa di Cina.

## Storia
Avviato come Coppa nazionale cinese di calcio (全国 足球 锦标赛S) nel 1956, il torneo è stato riorganizzato dopo la Rivoluzione culturale e ha utilizzato il nome Coppa della Federcalcio cinese per la prima volta nel 1984. Sospesa in occasione dei Giochi nazionali della Cina del 1987, la manifestazione si è svolta con il nome di Coppa delle Coppe cinese (全国 足球 优胜者 杯赛) tra il 1990 e il 1992, fungendo da torneo di qualificazione alla AFC Champions League. 
Il suo formato attuale è stato adottato nella stagione 1995, dopo l'istituzione del campionato di calcio professionistico in Cina. Sospesa nuovamente dopo l'edizione del 2006 per consentire la preparazione ai Giochi olimpici del 2008, è stata ripristinata nel 2011. Le squadre amatoriali sono state ammesse alla competizione per la prima volta nel 2012, secondo il nuovo slogan "Game for all".

## Finali

### Periodo per club dilettantistici
| Stagione | Campione | Punteggio        | Finalista        |
| -------- | -------- | ---------------- | ---------------- |
| 1956     | Shanghai | 3-0              | Tianjin          |
| 1960     | Tianjin  | 1-0              | Guangdong        |
| 1984     | Liaoning | 5-0              | Guangdong        |
| 1985     | Beijing  | 4-1              | Guangdong        |
| 1986     | Liaoning | 1-0              | Beijing          |
| 1990     | Bayi     | 1-1 (3-0 d.c.r.) | Dalian           |
| 1991     | Shanghai | 1-0              | Guangzhou Baiyun |
| 1992     | Dalian   | 1-1 (4-2 d.c.r)  | Guangdong        |

### Periodo per club professionistici
| Stagione  | Campione                | Risultato           | Finalista                  |
| --------- | ----------------------- | ------------------- | -------------------------- |
| 1995      | Shandong Luneng         | 2 - 0               | Shanghai Shenhua           |
| 1996      | Beijing Guoan           | 4 - 1               | Shandong Luneng            |
| 1997      | Beijing Guoan           | 2 - 1               | Shanghai Shenhua           |
| 1998      | Shanghai Shenhua        | 2 - 1 2 - 1         | Liaoning F.C.              |
| 1999      | Shandong Luneng         | 1 - 1 3 - 2         | Dalian Shide               |
| 2000      | Chongqing Dangdai Lifan | 0 - 1 4 - 1         | Beijing Guoan              |
| 2001      | Dalian Shide            | 1 - 0 2 - 1         | Beijing Guoan              |
| 2002      | Qingdao Jonoon          | 3 - 1 0 - 2 (gv)    | Liaoning F.C.              |
| 2003      | Beijing Guoan           | 3 - 0               | Dalian Shide               |
| 2004      | Shandong Luneng         | 2 - 1               | Sichuan Guancheng          |
| 2005      | Dalian Shide            | 1 - 0               | Shandong Luneng            |
| 2006      | Shandong Luneng         | 2 - 0               | Dalian Shide               |
| 2007-2010 | Coppa non disputata     | Coppa non disputata | Coppa non disputata        |
| 2011      | Tianjin Teda            | 2 - 1               | Shandong Luneng            |
| 2012      | Guangzhou Evergrande    | 1 - 1 4 - 2         | Beijing Renhe              |
| 2013      | Beijing Renhe           | 2 - 0 1 - 2         | Guangzhou Evergrande       |
| 2014      | Shandong Luneng         | 4 - 2 1 - 2         | Jiangsu Suning             |
| 2015      | Jiangsu Suning          | 0 - 0 1 - 0         | Shanghai Greenland Shenhua |
| 2016      | Guangzhou Evergrande    | 1 - 1 2 - 2         | Jiangsu Suning             |
| 2017      | Shanghai Shenhua        | 1 - 0 2 - 3         | Shanghai SIPG              |
| 2018      | Beijing Guoan           | 1 - 1 2 - 2         | Shandong Luneng            |
| 2019      | Shanghai Shenhua        | 0 - 1 3 - 0         | Shandong Luneng            |
| 2020      | Shandong Luneng         | 2 - 0               | Jiangsu Suning             |
| 2021      | Shandong Taishan        | 1 - 0               | Shanghai Port              |
| 2022      | Shandong Taishan        | 2 - 1               | Zhejiang Pro               |
| 2023      | Shanghai Shenhua        | 1 - 0               | Shandong Taishan           |
| 2024      | Shanghai Port           | 3 - 1               | Shandong Taishan           |

## Titoli per squadra
| Squadra              | Vittorie | Secondi posti | Finali disputate |
| -------------------- | -------- | ------------- | ---------------- |
| Shandong Taishan     | 8        | 7             | 15               |
| Shanghai Shenhua     | 4        | 3             | 7                |
| Beijing Guoan        | 4        | 2             | 6                |
| Dalian Shide         | 2        | 4             | 6                |
| Guangzhou E.         | 2        | 1             | 3                |
| Jiangsu Suning       | 1        | 3             | 4                |
| Shanghai Haigang     | 1        | 2             | 3                |
| Beijing Renhe        | 1        | 1             | 2                |
| Tianjin Jinmen Hu    | 1        | 0             | 1                |
| Chongqing Liangjiang | 1        | 0             | 1                |
| Qingdao Hainiu       | 1        | 0             | 1                |
| Liaoning             | 0        | 2             | 2                |
| Zhejiang Zhiye       | 0        | 1             | 1                |
| S. Guancheng         | 0        | 1             | 1                |

Le squadre in grigio non esistono più.